# Баскетбольный матч среди женщин Россия — Италия (2013)
Последний матч 1-го группового турнира чемпионата Европы по баскетболу 2013 года между сборными России и Италии состоялся 17 июня 2013 года на площадке спортивного зала «Complexe sportif du Kercado» в Ване и завершился победой сборной России. Несмотря на это, российские баскетболистки не смогли выйти из группы во второй этап и покинули первенство Европы, заняв самое низкое за всю историю сборной России 13-е место. Одной из главных причин провального выступления стала математическая ошибка тренерского штаба сборной России при определении перед матчем со сборной Италии благоприятной разницы в очках для выхода команды из группы.

## Путь к 3-му туру

### Россия
15 июня сборная России провела свой первый матч на турнире, итогом которого стало поражение от сборной Испании, впоследствии ставшей чемпионом Европы, со счётом 72:77. С самого начала игры преимущество переходило от одной команды к другой каждую минуту, пока во второй четверти испанки не совершили рывок, поведя в счёте 38:26. В третьей четверти, когда Амайа Вальдеморо забросила потрясающий по сложности мяч с фолом, счёт для россиянок стал ещё более угрожающим — 33:49. В четвёртой четверти Россия выровняла игру и постепенно сокращала разрыв в счёте, в конечном итоге за 19 секунд до окончания матча на табло горело 70:72. Но, удачно реализовав штрафные броски, в оставшееся время, испанки одержали победу.

Главный тренер сборной России Альфредас Вайнаускас:
Нам не хватило чуть-чуть, чтобы дожать соперниц. Благодарю девчонок за проявленный характер, они бились до конца. Если бы не позволили испанкам убежать так далеко — могли бы победить. К тому же соперницам трижды удалось забросить фантастические трехочковые метров с восьми одновременно с истечением отведенных на атаку 24 секунд. Не получи соперницы эти 9 «бонусных» результативных баллов — матч сложился бы иначе. Тем более что поначалу наш план на игру работал…

| 15 июня 2013 21:00 UTC+2 | Отчёт | Испания                    | 77:72    | Россия                             | Ванн Зрителей: 1466 Судьи: Жасмина Юрас ; Николаос Сомос ; Николя Маестре |
| 15 июня 2013 21:00 UTC+2 | Отчёт | 21:18, 17:11, 21:19, 18:24 |          |                                    | Ванн Зрителей: 1466 Судьи: Жасмина Юрас ; Николаос Сомос ; Николя Маестре |
| 15 июня 2013 21:00 UTC+2 | Отчёт | Альба Торренс 30           | Очки     | Анна Петракова 18                  | Ванн Зрителей: 1466 Судьи: Жасмина Юрас ; Николаос Сомос ; Николя Маестре |
| 15 июня 2013 21:00 UTC+2 | Отчёт | Санчо Литтл 8              | Подборы  | Ирина Осипова 9                    | Ванн Зрителей: 1466 Судьи: Жасмина Юрас ; Николаос Сомос ; Николя Маестре |
| 15 июня 2013 21:00 UTC+2 | Отчёт | Лайя Палау 4               | Передачи | Анна Петракова, Евгения Белякова 3 | Ванн Зрителей: 1466 Судьи: Жасмина Юрас ; Николаос Сомос ; Николя Маестре |

16 июня сборная России во втором туре встречалась со сборной Швеции (первый матч в истории двух сборных), которая после 26-летнего перерыва стала участником европейского первенства. Сборной России была выиграна первая половина матча, где наблюдался самый большой перевес в счёте — 18:14. В 3 и 4 четверти шведки принялись совершать перехваты и создавать быстрые отрывы. В результате за 3 минуты 18 секунд до окончания матча отрыв достиг апогея — 51:68 (-17). В конечном итоге выигрыш сборной Швеции был расценён как сенсация европейского турнира. На послематчевой пресс-конференции главный тренер россиянок посетовал на плохое физическое состояние игроков.
| 16 июня 2013 21:00 UTC+2 | Отчёт | Россия                                | 57:68    | Швеция             | Ванн Зрителей: 1226 Судьи: Ингус Бауманис ; Фабиана Мартинеску ; Александр Сырица |
| 16 июня 2013 21:00 UTC+2 | Отчёт | 18:14, 16:18, 7:19, 16:17             |          |                    | Ванн Зрителей: 1226 Судьи: Ингус Бауманис ; Фабиана Мартинеску ; Александр Сырица |
| 16 июня 2013 21:00 UTC+2 | Отчёт | Эпифанни Принс 16                     | Очки     | Эшли Кей 14        | Ванн Зрителей: 1226 Судьи: Ингус Бауманис ; Фабиана Мартинеску ; Александр Сырица |
| 16 июня 2013 21:00 UTC+2 | Отчёт | Надежда Гришаева 8                    | Подборы  | Луис Халварссон 10 | Ванн Зрителей: 1226 Судьи: Ингус Бауманис ; Фабиана Мартинеску ; Александр Сырица |
| 16 июня 2013 21:00 UTC+2 | Отчёт | Евгения Белякова, Эпифанни Принс по 3 | Передачи | Четыре игрока по 3 | Ванн Зрителей: 1226 Судьи: Ингус Бауманис ; Фабиана Мартинеску ; Александр Сырица |

### Италия
Первый матч сборной Италии прошёл в упорной борьбе со шведками, максимальный отрыв итальянок в счёте составлял 4 очка. Четвёртая четверть проходила в напряженной обстановке, когда команды шли очко в очко, в которой сборной Италии больше повезло. Во второй игре на чемпионате Европы против сборной Испании Италия достойно держалась первый 12 минут, а затем в середине 2 четверти наступил провал, который предопределил общую победу испанской команды.
| 15 июня 2013 15:00 UTC+2 | Отчёт | Швеция                     | 63:64    | Италия            | Ванн Зрителей: 1186 Судьи: Хэйдн Джонс ; Антонис Деметриу ; Томислав Хордов |
| 15 июня 2013 15:00 UTC+2 | Отчёт | 13:12, 17:19, 19:20, 14:13 |          |                   | Ванн Зрителей: 1186 Судьи: Хэйдн Джонс ; Антонис Деметриу ; Томислав Хордов |
| 15 июня 2013 15:00 UTC+2 | Отчёт | Фрида Элдебринк 23         | Очки     | Катрин Ресс 18    | Ванн Зрителей: 1186 Судьи: Хэйдн Джонс ; Антонис Деметриу ; Томислав Хордов |
| 15 июня 2013 15:00 UTC+2 | Отчёт | Фрида Элдебринк 8          | Подборы  | Катрин Ресс 14    | Ванн Зрителей: 1186 Судьи: Хэйдн Джонс ; Антонис Деметриу ; Томислав Хордов |
| 15 июня 2013 15:00 UTC+2 | Отчёт | Фрида Элдебринк 4          | Передачи | Джорджа Соттана 3 | Ванн Зрителей: 1186 Судьи: Хэйдн Джонс ; Антонис Деметриу ; Томислав Хордов |

| [16 июня 2013 18:30 UTC+2 | Отчёт | Италия                          | 59:71    | Испания            | Ванн Зрителей: 1300 Судьи: Жасмина Юрас ; Фабиана Мартинеску ; Илона Кучерова |
| [16 июня 2013 18:30 UTC+2 | Отчёт | 13:15, 10:22, 17:16, 19:18      |          |                    | Ванн Зрителей: 1300 Судьи: Жасмина Юрас ; Фабиана Мартинеску ; Илона Кучерова |
| [16 июня 2013 18:30 UTC+2 | Отчёт | Джорджия Соттана 13             | Очки     | Санчо Литтл 19     | Ванн Зрителей: 1300 Судьи: Жасмина Юрас ; Фабиана Мартинеску ; Илона Кучерова |
| [16 июня 2013 18:30 UTC+2 | Отчёт | Гая Горини 5                    | Подборы  | Санчо Литтл 13     | Ванн Зрителей: 1300 Судьи: Жасмина Юрас ; Фабиана Мартинеску ; Илона Кучерова |
| [16 июня 2013 18:30 UTC+2 | Отчёт | Джулия Гатти, Франческа Дотто 4 | Передачи | Сильвия Домингес 4 | Ванн Зрителей: 1300 Судьи: Жасмина Юрас ; Фабиана Мартинеску ; Илона Кучерова |

### Турнирная таблица после 2-х туров
| Место | Команда | Игры | Поб | Пор | Забито | Пропущено | +/- | Очки |
| ----- | ------- | ---- | --- | --- | ------ | --------- | --- | ---- |
| 1     | Испания | 2    | 2   | 0   | 148    | 131       | +17 | 4    |
| 2     | Швеция  | 2    | 1   | 1   | 131    | 121       | +10 | 3    |
| 3     | Италия  | 2    | 1   | 1   | 123    | 134       | −11 | 3    |
| 4     | Россия  | 2    | 0   | 2   | 128    | 145       | −17 | 2    |

| Команда | Разница   | Соотношение |
| ------- | --------- | ----------- |
| Швеция  | 131 — 121 | 1,0826      |
| Италия  | 64 — 63   | 1,0158      |
| Россия  | 57 — 68   | 0,8382      |

#### Предполагаемые варианты 3-го тура
| Победители встреч             | 1-е место | 2-е место | 3-е место | 4-е место |
| ----------------------------- | --------- | --------- | --------- | --------- |
| Испания Италия                | Испания   | Италия    | Швеция    | Россия    |
| Швеция (+19 и больше) Италия  | Швеция    | Италия    | Испания   | Россия    |
| Швеция (+7 и больше) Италия   | Швеция    | Испания   | Италия    | Россия    |
| Швеция (+6 и меньше) Италия   | Испания   | Швеция    | Италия    | Россия    |
| Испания Россия (+17 и больше) | Испания   | Россия    | Швеция    | Италия    |
| Испания Россия (+7 и больше)  | Испания   | Швеция    | Россия    | Италия    |
| Испания Россия (+6 и меньше)  | Испания   | Швеция    | Италия    | Россия    |
| Швеция Россия                 | Испания   | Швеция    | Россия    | Италия    |

## Предматчевый расклад

### Перед встречей
После матча со сборной Швеции главный тренер сборной России Альфредас Вайнаускас на пресс-конференции и в интервью журналистам рассказывал о подготовке к предстоящей игре со сборной Италии и, в частности, затронул тему о разнице в счёте, с какой нужно выигрывать у итальянок.
Согласно официальному сайту РФБ Вайнаускас сказал:

Завтра важнейший матч против Италии, который мы обязаны выигрывать с нужной разницей.

Однако все главные новостные спортивные издания России («Спорт-Экспресс», «Советский спорт», «Чемпионат.com», «Sports.ru», «Sportbox.ru»), ссылась на источник в Российской федерации баскетбола, приводят слова Вайнаускаса в другой интерпретации:

Нас ждет важнейший матч против Италии, который мы обязаны выигрывать с разницей в 6 очков и более.

И наконец, в интервью журналисту «Газета.Ru» главный тренер сборной России уточнил:

Завтра нам нужно выиграть шесть очков, если мы хотим выйти в следующий этап.

В Италии спортивная газета La Gazzetta dello Sport ознакомила читателей о перспективах сборной Италии на турнире:

Команда сможет квалифицироваться даже при проигрыше с разницей менее шести очков, если Испания победит Швецию.
Оригинальный текст (итал.)Potrebbe anche qualificarsi perdendo con meno di 6 punti di scarto se la Spagna batte le Svezia.

### История встреч
Сборная Россия и Италии на международных соревнованиях встречались 7 раз, из них 6 побед было на счету россиянок. Разница набранных очков: 464—406.
| Год  | Турнир       | Победитель | Счёт  |
| ---- | ------------ | ---------- | ----- |
| 1995 | ЧЕ           | Италия     | 59:57 |
| 1996 | ОИ           | Россия     | 75:70 |
| 1997 | ЧЕ           | Россия     | 66:52 |
| 1999 | ЧЕ (квалиф.) | Россия     | 63:56 |
| 2000 | ЧЕ (квалиф.) | Россия     | 76:55 |
| 2007 | ЧЕ           | Россия     | 60:55 |
| 2009 | ЧЕ           | Россия     | 67:59 |

Бывший главный тренер сборной России Борис Соколовский накануне матча агентству «Р-Спорт» сказал:

Девчонки у нас в команде все талантливые, многие уже обладают достаточным опытом. Уверен, что нам по силам обыграть Италию с необходимой разницей. Игра будет без права на ошибку, но свои ошибки, я надеюсь, российская команда уже оставила в предыдущих матчах.

## Матч[17][18]
Начало встречи в рамках 3-го тура группового этапа между сборными России и Италии было назначено на 20:30 по московскому времени. Телетрансляцию матча на Россию осуществляла телекомпания «НТВ плюс», комментировали ход матча журналист Андрей Беляев и заслуженный мастер спорта СССР Анатолий Мышкин. В ходе разминки команд перед встречей комментаторы пояснили телезрителям:

Андрей Беляев:
И сегодня, если сборная России, ох типун меня на язык, проиграет, всё для России чемпионат Евробаскет закончен. Сегодня надо не просто побеждать, надо побеждать, Анатолий Дмитриевич поправьте меня, если я ошибаюсь, побеждать с разницей в шесть очков и больше.
Анатолий Мышкин:
Шесть и более очков, такая сегодня ситуация….

В обозначенное время начала матча, в присутствии 1 700 болельщиков, на площадку «Complexe sportif du Kercado» в Ване вышли итальянские и российские баскетболистки. Латвийский судья Ингус Бауманис дал стартовый свисток.

### Первая четверть
Первым открыли счёт встречи итальянки, на 34 секунде Катрина Ресс забрасывает два очка, на что через 15 секунд Евгения Белякова отвечает трёхочковым броском — 3:2. В дальнейшем идёт сумбурные действия у обеих команд, постоянные потери мяча, и следующие изменения счёта пришлось ждать 3 минуты, это Людмила Сапова на 4 минуте матча реализует штрафные броски. После этого следует отрыв сборной России, который к 7-й минуте составил +7 (9:2).
Идёт обмен заброшенных мячей, но затем Марина Кузина делает два «трёхочковых» броска подряд и за 1 минуту до окончания четверти разрыв становится ещё комфортнее — 20:9. За 19 секунд до сирены Джорджия Соттана сокращает разрыв, устанавливая окончательный счёт в четверти — 20:11.

### Вторая четверть
Начало четверти опять за итальянками, Соттана точна издали, россиянки отвечают неточным дальним броском и опять Соттана, на этот раз с ближней дистанции, забрасывает мяч в «корзину».
Вайнаускас берёт тайм-аут, после которого Алессандра Формика ещё больше приближает Италию к России — 20:18. Затем следует снова отрыв россиянок (Белякова — 5 очков, Гришаева — 2 очка), и к середине четверти счёт 27:18. Затем идёт обмен атаками, бросками, к 17 минуте матча, после трёхочкового попадания Эпифании Принс, на табло горит счёт 32:23.
Концовка четверти осталась за итальянками, за 11 секунд до сирены Бенедетта Баньяра реализует дальний бросок. Последняя атака у сборной России не получается, и команды уходят на перерыв при счёте 35:30.

### Третья четверть
Надежда Гришаева начинает четверть точным броском со средней дистанции, тем же отвечает Соттана. Затем следует провал в игре россиянок, не попадает в кольцо Кузина, затем Осипова, Принс, а итальянки наоборот очень точны, по 4 очка заработали Джулия Гатти и опять Соттана. К 26 минуте матча сборная Италии вышла вперёд 40:37.

Ну говорил же — держи ей правую руку! — гневно машет руками Вайнаускас, негодуя за ошибку Принс, вновь не сумевшей остановить Соттану.

Через полторы минуты трёхочковым броском Эпифанни Принс сравнивает счёт — 42:42. Последние минуты тактика сборной России идёт по упрощенной схеме, либо дальний бросок, либо кто-то один под кольцом.
За 54 секунды до окончания четверти броском со средней дистанции, Наталья Водопьянова выводит россиянок вперёд 45:42. За 36 секунд она же фолит, Машадри два раза точна. Затем следует фол у Формике, теперь Осипова точна. Итальянки идут в последнюю атаку и опять попадают в корзину, за 3 секунды до сирены это делает Франческа Дотто. Счёт на табло 47:46 в пользу сборной России.

### Четвёртая четверть
Первая атака итальянок, и Мартина Фассина выводит свою сборную вперёд — 48:47. Россиянки просыпаются: Осипова забивает два штрафных очка, Принс проходит всю площадку до кольца соперника, трёхочковый Кузиной.
И при счёте 57:48 Роберто Риччини берёт первый тайм-аут для сборной Италии, после которого итальянские баскетболистки встрепенулись. Соттана набирает 5 очков и Фассина 2 очка. Теперь настал черёд брать тайм-аут сборной России, за 5 минут до окончания матча счёт стал угрожающим — 57:55.
После разговоров с тренерами команды обменялись двухочковыми: Осипова против Фассины. Затем Осипова с фолом попадает в кольцо и реализует штрафной бросок. Через 13 секунд Осипова ставит блок Гатти, и в следующей атаке Петракова из-под кольца забивает, делая счёт 64:57.
Итальянки идут вперёд, но Соттана промахивается, а Гатти фолит. За 2 минуты 49 секунд главный тренер сборной Италии снова берёт тайм-аут.
Принс забивает один штрафной, Соттана снова мажет, а Петракова забивает трёхочковый — 68:57 (+11). До конца матча остаётся 2 минуты 19 секунд.
Итальянки делают быстрый ответ, и Ресс точна, причём она забивает с фолом и плюс 1 штрафной бросок.
Принс промахивается, Осипова фолит, и снова Ресс забивает 2 штрафных броска. Россиянки атакуют — Белякова забивает два очка.

#### Последняя минута матча
39’10" Принс забрасывает в кольцо мяч, при этом Дотто на ней фолит и Эпифани получает шанс заработать ещё одно очко, но промахивается — 72:62 (+10);
39’17" Машадри бросает мяч из-за трёхочковой дуги, но мимо, Дотто подбирает мяч под щитом;
39’28" Итальянки разыгрывают мяч, и Дотто забрасывает 2 очка — 72:64 (+8);
39’31" Альфредас Вайнаускас берёт тайм-аут. После матча в интервью Газете. Ru он сказал:

Вы видели, что я взял минуту, во время которой я попросил разгонять атаку Принс, но мяч и инициативу на себя взяла Анечка. Она пошла в атаку, хотя лучше было бы сбросить мяч на периметр, но она сделала движение, и судья дал фол в нападении, а потом сами знаете что произошло.

Спорт-Экспресс приводит следующие слова Вайнаускаса:

Мы объяснили девчонкам, что необходимо выигрывать с разницей хотя бы в 7 очков. Но — не получилось. Я специально взял тайм-аут, сказал, что с мячом должна находиться Принс… Однако Аннушка (Петракова. — Прим. В. М.) пошла «спасать Россию» и получила фол в нападении. А потом ещё итальянкам после авантюрного прохода удалось взять подбор в нападении.

Дальше хронология идёт по секундам, по убывающей:
25 Россиянки разыгрывают мяч, Белякова делает пас на Петракову, которая идёт под кольцо и отталкивает Фассину, практически ударяя её поднятым локтем в горло. Судьи дают фол в нападении, Вайнаускас меняет Петракову на Водопьянову. Итальянки начинают атаку.
15,9 Джорджия Соттана, пройдя от своей площадки до трёхочковой линии, бросает мяч в кольцо, мяч попадает в дужку;
14,1 Принс с Дотто борются за отскок, от руки Дотто мяч начинает улетать за лицевую линию;
12,6 Дотто, совершив невероятный рывок к концу площадки, достаёт уходящий мяч. Находясь спиной к площадке, двумя руками, через голову, наугад выбрасывает мяч в гущу игроков;
11,5 Фассина (рост 182 см) в борьбе с Саповой (186 см) забирает мяч;
9,2 Фассина совершает попытку пройти под кольцо, обходит Принс и отдаёт пас назад Катрине Ресс;
7,7 Ресс передаёт мяч Машадри, находящейся на трёхочковой линии;
5,7 Машадри, постучав мяч об пол, отдаёт пас Ресс, которая также находится возле 6-метровой линии;
3,9 Катрин Ресс начинает движение к кольцу, свободно входит в трёхсекундную зону и в окружении трёх игроков сборной России кидает мяч в корзину;
2,5 Мяч проваливается в кольцо — 72:66 (+6).
В течение последних 15 секунд комментатор Андрей Беляев только восклицает: «Ну, как? Ну, как? Ну, как?».
У некоторых специалистов и журналистов после достаточно свободного прохода Ресс к кольцу создалось впечатление, что команда думала о лучшей разнице в 6 очков и не стала прибегать к тактическому фолу («Российская газета», «Sports. rbc.ru») .
Бывший главный тренер сборной России Игорь Грудин высказал своё мнение
:

Ключевая ошибка, даже не в подсчете или математике: шесть или семь очков, а дело в том, чтобы выходить (на матч) с Италией и разорвать их, как испанки от шведок не оставили и мокрого места! Ну и самый худший вариант, когда бездарно провели концовку при +8: дали забить два очка, когда можно было и фолить сразу, если они и забьют два штрафных, то было бы время на атаку, или защищаться так, чтобы не дать им забить. А мы ещё позволили им бросить «трешник» до этого, который случайно попал, а если попал, то там и шести очков не было бы, нужно было забирать подбор, а мы и его проиграли, дали забить за две секунды

Рассказ Вайнаускаса о последних секундах матча::

Но в последнем нападении мы допустили досадную ошибку, не сумев вывести кого-нибудь на бросок, при этом получив фол в нападении. Затем в защите удача была не на нашей стороне, когда итальянки вытащили уходящий в аут мяч. Сделав подбор, итальянки отбросили мяч Ресс, за которой мы просто недоглядели. В итоге она прошла под кольцо и забила два очка…

2,0 Россиянки не раздумывая, сразу же вводят мяч, при этом не предпринимают бросок в корзину противника.

### Статистика матча
| 17 июня 2013 18:30 UTC+2 |                            | Россия   | 72:66                              | Италия | Ванн Зрителей: 1700 Судьи: Ингус Бауманис ; Томислав Хордов ; Фабиана Мартинеску |
| 17 июня 2013 18:30 UTC+2 | 20:11, 15:19, 12:16, 25:20 |          |                                    |        | Ванн Зрителей: 1700 Судьи: Ингус Бауманис ; Томислав Хордов ; Фабиана Мартинеску |
| 17 июня 2013 18:30 UTC+2 | Марина Кузина 15           | Очки     | Джорджия Соттана 21                |        | Ванн Зрителей: 1700 Судьи: Ингус Бауманис ; Томислав Хордов ; Фабиана Мартинеску |
| 17 июня 2013 18:30 UTC+2 | Эпифанни Принс 8           | Подборы  | Катрин Ресс, Рафаэлла Машадри по 5 |        | Ванн Зрителей: 1700 Судьи: Ингус Бауманис ; Томислав Хордов ; Фабиана Мартинеску |
| 17 июня 2013 18:30 UTC+2 | 3 игрока по 3              | Передачи | Джорджия Соттана 3                 |        | Ванн Зрителей: 1700 Судьи: Ингус Бауманис ; Томислав Хордов ; Фабиана Мартинеску |

| Россия, 72 | Россия, 72          | Россия, 72 | Россия, 72 | Россия, 72 | Россия, 72 | Россия, 72 | Россия, 72 | Россия, 72 | 20+15+12+25 | 20+15+12+25 | 20+15+12+25 | 20+15+12+25 | 20+15+12+25 | 20+15+12+25 | 20+15+12+25 | 20+15+12+25 | 20+15+12+25 | 20+15+12+25 |
|            |                     |            |            |            |            |            |            |            |             |             |             |             |             |             |             |             |             |             |
| №          | Игрок               | Мин        | Очк        | 2-х        | 3-х        | Шт         | Под        | АП         | ПР          | БШ          | ФО          |             |             |             |             |             |             |             |
| 5          | Евгения Белякова    | 21         | 10         | 2/5        | 2/3        | -          | 6          | 2          | 1           | 1           | 3           |             |             |             |             |             |             |             |
| 6          | Наталья Водопьянова | 12         | 3          | 1/3        | -          | 1/2        | 2          | 1          | 1           | 1           | 2           |             |             |             |             |             |             |             |
| 7          | Марина Кузина       | 20         | 15         | 3/7        | 3/3        | -          | 6          | -          | -           | 1           | 3           |             |             |             |             |             |             |             |
| 8          | Эпифанни Принс      | 32         | 13         | 3/7        | 2/4        | 1/3        | 8          | 1          | 1           | -           | 1           |             |             |             |             |             |             |             |
| 9          | Людмила Сапова      | 28         | 4          | -          | 0/3        | 4/4        | 4          | 3          | -           | -           | 1           |             |             |             |             |             |             |             |
| 10         | Илона Корстин       | 8          | 1          | -          | -          | 1/2        | 1          | 2          | -           | -           | 1           |             |             |             |             |             |             |             |
| 12         | Ирина Осипова       | 26         | 12         | 3/7        | -          | 6/6        | 2          | 3          | -           | 1           | 2           |             |             |             |             |             |             |             |
| 13         | Анна Петракова      | 19         | 5          | 1/1        | 1/4        | -          | 6          | 1          | -           | 1           | 1           |             |             |             |             |             |             |             |
| 14         | Наталья Жедик       | 19         | 3          | -          | 1/3        | -          | 3          | 3          | 1           | 1           | 2           |             |             |             |             |             |             |             |
| 15         | Надежда Гришаева    | 14         | 6          | 3/7        | -          | -          | 1          | -          | 1           | 1           | 3           |             |             |             |             |             |             |             |
|            | ВСЕГО               |            | 72         | 16/37      | 9/20       | 13/17      | 39         | 16         | 5           | 7           | 19          |             |             |             |             |             |             |             |

| Италия, 66 | Италия, 66         | Италия, 66 | Италия, 66 | Италия, 66 | Италия, 66 | Италия, 66 | Италия, 66 | Италия, 66 | 11+19+16+20 | 11+19+16+20 | 11+19+16+20 | 11+19+16+20 | 11+19+16+20 | 11+19+16+20 | 11+19+16+20 | 11+19+16+20 | 11+19+16+20 | 11+19+16+20 |
|            |                    |            |            |            |            |            |            |            |             |             |             |             |             |             |             |             |             |             |
| №          | Игрок              | Мин        | Очк        | 2-х        | 3-х        | Шт         | Под        | АП         | ПР          | БШ          | ФО          |             |             |             |             |             |             |             |
| 4          | Франческа Дотто    | 17         | 4          | 2/5        | 0/2        | -          | 4          | -          | 1           | -           | 2           |             |             |             |             |             |             |             |
| 5          | Мартина Фассина    | 22         | 6          | 3/6        | 0/2        | -          | 2          | 1          | -           | -           | 2           |             |             |             |             |             |             |             |
| 6          | Сабрина Цинили     | 18         | 2          | 1/3        | 0/1        | -          | 2          | -          | 1           | -           | 2           |             |             |             |             |             |             |             |
| 7          | Джорджиа Соттана   | 29         | 21         | 6/11       | 2/6        | 3/4        | 3          | 3          | 2           | -           | 2           |             |             |             |             |             |             |             |
| 8          | Джулия Гатти       | 26         | 7          | 3/6        | -          | 1/1        | 3          | 2          | 1           | 1           | 2           |             |             |             |             |             |             |             |
| 9          | Илария Занони      | 8          | -          | 0/1        | -          | -          | -          | 1          | -           | -           | 3           |             |             |             |             |             |             |             |
| 11         | Рафаэлла Машадри   | 32         | 6          | 2/4        | 0/4        | 2/2        | 5          | -          | 1           | -           | 2           |             |             |             |             |             |             |             |
| 13         | Бенедетта Баньяра  | 9          | 3          | -          | 1/2        | -          | -          | -          | 1           | -           | -           |             |             |             |             |             |             |             |
| 14         | Катрин Ресс        | 23         | 11         | 4/8        | 0/1        | 3/3        | 5          | 1          | 1           | 2           | 4           |             |             |             |             |             |             |             |
| 15         | Алессандра Формика | 17         | 6          | 3/5        | -          | -          | 4          | -          | -           | -           | 2           |             |             |             |             |             |             |             |
|            | ВСЕГО              |            | 66         | 24/49      | 3/18       | 9/10       | 28         | 8          | 8           | 3           | 21          |             |             |             |             |             |             |             |

Примечание: жирным шрифтом выделена стартовая пятёрка, в графах: Мин — игровое время, Очк — очки, 2-х — 2-очковые броски (попадание/попытки), 3-х — 3-очковые броски, Шт — штрафные броски, Под — подборы, АП — атакующие передачи, ПР — перехваты, БШ — блок-шоты, ФО — фолы

### После финальной сирены
Как только прозвучала сирена об окончании матча, зрители стали наблюдать удивительную картину. Никто из противоборствующих команд не радовался исходу поединка, на лицах игроков недоумение и вопрос. Тренеры прощаются друг с другом и с судьями. Итальянские игроки находятся возле своих стульев, россиянки собираются в круг на середине площадки. Телекамера показывает, как Валерия Мусина отчётливо объясняет своим подругам по команде: «Шесть минимум, шесть минимум!». После официального ритуала прощания между игроками команд никто не покидает площадку. Затем следует уже совместное собрание итальянских и российских игроков по поводу, кому выгоден этот счёт. Прошло три минуты после окончания матча: игроки бродят по площадке, тренеры оккупируют судейский столик. Через несколько минут представители ФИБА Европа разъяснили, что, согласно правилам, сборной Италии гарантирована квалификация в случае победы Испании.
В конечном итоге окончательные результаты турнирной математики итальянкам сообщили именно игроки сборной России. После чего россиянки в полном составе прошествовали по микст-зоне, роняя слезы — без комментариев.
Анатолий Мышкин в интервью телекомпании «НТВ плюс» рассказал:

А репортаж с последнего матча, наверное, запомню на всю жизнь. У нас была возможность долго не уходить с эфира. Мы оставили картинку, когда игроки начали выяснять, прошли они дальше или нет, сколько очков разницы нужно: шесть или семь. Безусловно, мы знали, что по правилам нужно было семь очков. Я знал, что внутри команды перепутали правила ФИБА с правилами УЛЕБ, там не вычитают забитые/пропущенные, а делят. Я всё это знал, но когда увидел, что игроки начали спрашивать друг у друга, потом у противоположной команды, то попросили режиссёра задержать трансляцию и держали до последнего. Беляев говорил: «Шесть очков — нормально». Я отвечал: «Да может быть и шесть, а может и семь». Когда я ехал домой и включил телефон после трансляции — это была катастрофа! Звонков было столько, что продолжалось всю ночь. Всех интересовало, попала ли сборная в следующий раунд, и никто не хотел верить, что мы не прошли. Мы с листа сделали такую трансляцию, кому-то, может, не понравилось, но мы всех завели в шок и держали напряжение, привлекли внимание к этому матчу. Тяжелейшая трансляция!

## После матча
Альфредас Вайнаускас так прокомментировал итог матча
- Газета.Ru[20]:

В остальном сегодня уже мы смогли показать более достойный баскетбол, временами были хорошие мысли, атаки, но все равно много ошибались. 19 ошибок было у нас во второй четверти, а в третьей и четвёртой всего шесть. Это совсем другая игра. Девочки очень старались, бились, но получилось то, что получилось.

- Спорт-Экспресс[21]:

— Признайтесь честно: вы точно знали, что для гарантированного выхода во второй групповой этап необходимо побеждать Италию более шести очков, а не от «+6» и выше?
— Конечно! Вы же сами видели, что после финальной сирены девчонки схватились за головы. На предматчевом собрании ещё раз напомнили, что нужно не просто побеждать, а минимум — с 7-очковой разницей. И вроде бы победа с нужным счетом была почти в руках, ещё за 50 секунд до конца мы вели «+10»…:

Также наставник сборной заявил, что готов подать в отставку.

## Итоги выступления
После того как сборная Испании переиграла сборную Швеции, стало окончательно ясно, что сборная России закончила выступление на чемпионате Европы, заняв итоговое 13-е место. Худший результат за всю историю советского и российского женского баскетбола. Из-за провального выступления сборная России лишилась право выступать на чемпионате мира в 2014 году.
| Место | Команда | Игры | Поб | Пор | Забито | Пропущено | +/- | Очки |
| ----- | ------- | ---- | --- | --- | ------ | --------- | --- | ---- |
| 1     | Испания | 3    | 3   | 0   | 221    | 180       | +41 | 6    |
| 2     | Швеция  | 3    | 1   | 2   | 180    | 194       | −14 | 4    |
| 3     | Италия  | 3    | 1   | 2   | 189    | 206       | −17 | 4    |
| 4     | Россия  | 3    | 1   | 2   | 201    | 211       | −10 | 4    |

| Команда | Разница   | Соотношение |
| ------- | --------- | ----------- |
| Швеция  | 131 — 121 | 1,08264     |
| Италия  | 130 — 135 | 0,96296     |
| Россия  | 129 — 134 | 0,96269     |

## Реакция на выступление сборной России
На следующий день после матча со сборной Италией российские средства массовой информацией пестрели уничижительными заголовками статей, в которых выражались недоумения по поводу незнания тренерским штабом сборной России регламента чемпионата Европы:
- «Россия отдала титул чемпиона Европы, потому что не умеет считать»[23] (Sports. rbc.ru);
- «Епархия Арамиса теперь для России синоним позора и провала»[27] («Спорт-Экспресс»);
- «Обсчитались. Судьбу сборной России на турнире поставила под угрозу школьная ошибка и незнание регламента»[19] (Советский спорт);
- «Провал по-итальянски»[25] («Газета.Ru»);
- «„Кол“ по арифметике, „двойка“ за игру»[22] («Российская газета»);
- «Сборная наша слаба… в математике!»[29] («Комсомольская правда»).

На эти нападки журналистов Альфредас Вайнаускас ответил через газету «Советский спорт»

Почему вы берете вину на себя? В тренерском штабе не только вы один работаете.
Спасибо большое за эти слова. Некоторые журналисты пишут, что тренерский штаб был плохо сориентирован. В связи с тем, что якобы никто не знал, что нам нужно сделать разницу в семь очков в последней встрече. На самом деле вся команда и весь персонал об этом знали. Россия, Швеция и Италия завершили группу с одной победой. По соотношению набранных и пропущенных очков российская сборная оказалась ниже всех: Италия была побеждена с разницей +6 очков, тогда как необходимый минимум составлял +7 очков, и это позволило бы россиянкам улучшить показатель соотношения и обойти поверженных итальянок. Было такое ощущение, что никто не понял, что случилось. Журналисты стали всех путать, что Италия не прошла с шестью очками. Мы готовились и знали, сколько нам надо набрать. Всякое в жизни бывает. Ну не повезло!

25 июня 2013 года президент РФБ Александр Красненков встал на сторону тренерского штаба:

Я разговаривал с Вайнаускасом. И он готов подать в отставку, если потребуется. Только я не вижу в этом смысла. Сборная выступила бы неудачно при любом тренере. Может, будь у руля команды не Вайнаускас, а кто-то другой, мы бы выиграли у Италии семь очков и прошли бы во второй групповой этап. Но кардинально результат бы не улучшился. Должно пройти какое-то время, прежде чем стоит предпринимать серьезные шаги и выносить кадровые решения. В повестке дня намеченного на 1 июля Исполкома РФБ вопрос об отставке тренерского штаба женской сборной не стоит.

Через пять дней Красненков подал в отставку.
Подвёл итог выступления команды заслуженный тренер СССР Евгений Гомельский в интервью газете «Спорт-Экспресс»

Такого стыда наш женский баскетбол ещё никогда не испытывал. Ни до, ни после распада СССР. Может, кого-то подобный результат и устраивает, но лично я Россию баскетбольной страной второго сорта не считаю…
Вообще-то таким соперницам, как итальянки, нужно «привозить» 20 очков, а не заниматься арифметикой. Впрочем, не имеет смысла зацикливаться на этих цифрах.
После такого (результата) человека на пушечный выстрел не подпустили бы к баскетболу! Но нынче времена другие. Да и как применишь жесткие санкции к тренеру, когда он у нас иностранец?..

Спустя 4 месяца после выступления сборной на чемпионате Европы 21 октября 2013 года Альфредас Вайнаускас должен был выступить на заседании тренерского совета РФБ с отчетом о своей работе. Однако он отказался участвовать в данном мероприятии. Евгений Гомельский пояснил:

Вайнаускас написал заявление в федерацию, что не собирается присутствовать ни на обсуждении итогов своего выступления, ни на тренерском совете и так далее. Он сообщил, что снимает с себя всяческие полномочия и не собирается работать со сборной.

5 ноября 2013 года Вайнаускас после трёх поражений в чемпионате России ушёл с поста главного тренера курского «Динамо».